# Javier Neves Mujica
Javier Neves Mujica (Lima, 1953-Lima, 11 de febrero de 2021) fue un abogado laboralista, político y profesor universitario peruano. Ejerció como ministro de Trabajo y Promoción del Empleo durante el gobierno de Alejandro Toledo, desde febrero del 2004 hasta febrero del 2005.

## Biografía
Javier Neves nació en la ciudad de Lima en el año 1953.
Realizó sus estudios escolares en el Colegio de la Inmaculada del distrito de Santiago de Surco. Luego ingresó en el año 1971 a la Pontificia Universidad Católica del Perú, donde estudió la carrera de Derecho en la cual obtuvo el título de abogado. Obtuvo también una maestría en Derecho constitucional en la misma casa de estudios.
Fue miembro de la Sociedad Peruana de Derecho del Trabajo y de la Seguridad Social, así como jefe del Programa Laboral en el Centro de Estudios y Promoción del Desarrollo (DESCO). Fue también catedrático de Derecho Laboral en la Pontificia Universidad Católica del Perú, desde agosto de 1983 hasta el año 2020. Fue jefe de Departamento de la misma casa de estudios entre los años 1995 y 2000, siendo luego decano de la Facultad de Derecho de la PUCP, desde julio del 2005 hasta junio del 2008.

## Trayectoria política
Fue miembro de la coalición Izquierda Unida, por la cual postuló al Concejo Municipal del distrito de Jesús María en el año 1980.

### Ministro de Trabajo
El 16 de febrero del 2004, Javier Neves fue nombrado y juramentado por el presidente Alejandro Toledo como su nuevo ministro de Trabajo y Promoción del Empleo, en reemplazo de Juan Ramírez Canchari.
Durante su gestión entregó al Congreso de la República el Anteproyecto de Ley General del Trabajo. Se le destacó también por su oposición a la 'Ley Pulpín', proyecto propuesto por el Ministerio de Economía y Finanzas, al mando de Pedro Pablo Kuczynski, que buscaba una reforma laboral que contemplaba el recorte de una serie de derechos laborales. Dicha propuesta del MEF fue luego rechazada por el presidente Toledo en el año 2004.
Neves se mantuvo en el cargo hasta el 25 de febrero del 2005, fecha en la que dejó el cargo ministerial para luego ser reemplazado por Juan Sheput.

## Fallecimiento
El 11 de febrero del 2021, Javier Neves Mujica falleció a los 70 años en la ciudad de Lima tras ser contagiado por el COVID-19. De forma póstuma, recibió la Condecoración de la Orden del Trabajo en el grado de Gran Cruz por parte del Estado peruano, mediante la Resolución Suprema Nº 005-2021-TR, publicada el 1 de mayo del 2021 en el Diario Oficial El Peruano por el presidente Francisco Sagasti.

## Publicaciones
- Introducción al derecho laboral. (2003)
- El título preliminar de la Ley General del Trabajo. (2002)
- Derecho del Trabajo. Cuestiones controversiales. (2010)

## Condecoraciones
- Gran Cruz de la Orden del Trabajo (Perú)